# Sinsao
Sinsao ist eine Ortschaft und eine Parroquia rural („ländliches Kirchspiel“) im Kanton Zaruma der ecuadorianischen Provinz El Oro. Die Parroquia besitzt eine Fläche von 45,31 km². Die Einwohnerzahl lag im Jahr 2010 bei 1336.

## Lage
Die Parroquia Sinsao liegt in den westlichen Anden im Südwesten von Ecuador. Das Areal liegt in Höhen zwischen 800 m und 3400 m. Die Flüsse Río Ortega und Río Amarillo, Zuflüsse des Río Pindo, begrenzen das Gebiet im Osten. Der 1160 m hoch gelegene Hauptort Sinsao befindet sich 4,5 km nordöstlich vom Kantonshauptort Zaruma. Eine Nebenstraße verbindet Sinsao mit Zaruma.
Die Parroquia Sinsao grenzt im Osten an die Parroquia Salvias, im Südosten an die Parroquia Güizhagüiña, im Süden an die Parroquia Zaruma, im Westen und im Norden an die Parroquias Arcapamba und Huertas.

## Orte und Siedlungen
Neben dem Hauptort Sinsao gibt es in der Parroquia folgende Ortschaften (Centros poblados): Alboroma, El Roble, Los Guabos und Ortega Bajo.

## Geschichte
Die Parroquia Sinsao wurde am 10. November 1993 gegründet.